# Якушевский, Ефрем Сергеевич
Якушевский Ефрем Сергеевич (1902 — 1989) — советский учёный, биолог. Крупнейший советский специалист по сорго. Сотрудник ВИР. Один из ближайших учеников и соратников советского биолога Н.И. Вавилова.

## Биография
Место рождения: д. Буда, Кормянская волость, Могилевская губерния.
В 1924 году еще студентом познакомился с Н.И. Вавиловым. Вавилов пригласил его в 1925 году на работу в Институт прикладной ботаники и новых культур.
В 1927-1941 зав. секцией сорго и просовидных культур ВИПБиНК - ВИР.
После ареста Вавилова на одном из митингов выступил в его поддержку:

... надо быть бессовестными людьми, иванами, которые не помнят ни своего родства, ни своего отечества и не знают, кем для нас, для института был Н.И. Вавилов. Я просто удивляюсь, слыша эти слова от многих уважаемых сотрудников и некоторых, так называемых, товарищей.

В начале 1941 г. откомандирован на Ростовскую селекционную станцию (пос. Зерновой).
С 1946 по 1979 год — научный сотрудник отдела крупяных культур ВИР. 
Автор 20 районированных сортов и гибридов сорго.
С 1979 года на пенсии.
В период хрущевской оттепели Якушевский способствовал реабилитации Н.И. Вавилова и пропагандировал его наследие.

## Труды
- Якушевский Е. С. Мировое сортовое разнообразие сорго и пути его селекционного использования в СССР / Сорго в южных и юго-восточных районах. Сборник. — М.: 1967